# Travail forcé dans les camps de concentration nazis
Le travail forcé est un aspect important et omniprésent dans les camps de concentration nazis utilisé en Allemagne nazie et en Europe pendant le troisième Reich entre 1933 et 1945.

## Origines

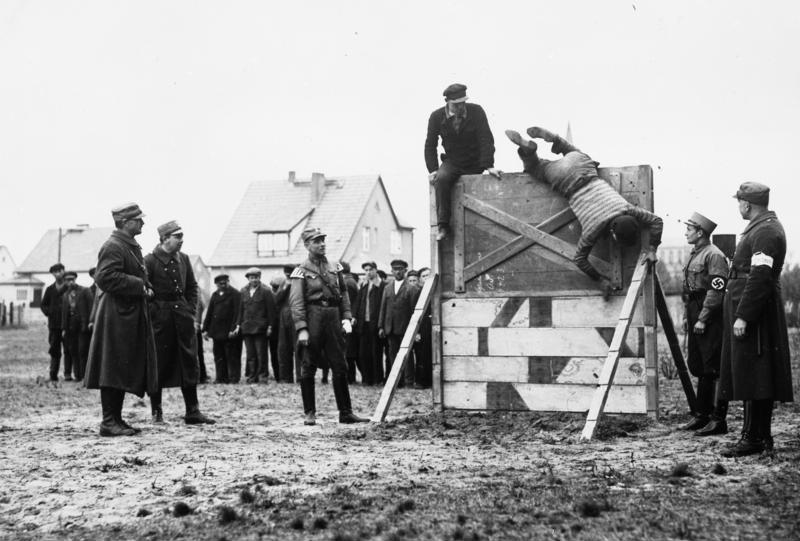
Détenus du camp de concentration d'Oranienbourg lors de prétendus « exercices sportifs », 1933.

Les prisonniers sont affectés à des travaux pénitentiaires pour effectuer des travaux non qualifiés. Pendant les premières années de l'Allemagne nazie, le chômage est omniprésent et le travail forcé dans les camps de concentration est présenté comme une rééducation par le travail et un moyen de punir les délinquants. La propagande nazie idolâtre le travail, une vision qui s'oppose à la vision du travail comme punition. Les prisonniers des premiers camps sont contraints d'effectuer des tâches telles que l'agriculture sur les landes (comme à Esterwegen). D'autres prisonniers doivent travailler à la construction et à l'agrandissement des camps. Les gouvernements des États allemands se plaignent d'être tenus de payer l'entretien des camps, qui est finalement repris par les SS avec des coûts réduits en forçant les détenus à travailler. À Dachau, deux systèmes se sont formés pour le travail forcé, l'un pour punir les prisonniers tandis que le système parallèle d'ateliers se développe où les prisonniers effectuent un travail économiquement précieux dans de bien meilleures conditions,.
Le plan quadriennal de 1936 conduit à une pénurie de main-d'œuvre, car les travailleurs libres ont été détournés vers des projets liés au réarmement allemand. Fin 1937, le plein emploi est atteint en dehors des camps, et en particulier s'il y a une pénurie de main-d'œuvre pour les travaux de construction,. Une augmentation significative de l'utilisation du travail des prisonniers pour des tâches productives a lieu en 1937 et 1938. Le chef SS Heinrich Himmler utilise également la pénurie de main-d'œuvre comme raison pour étendre le système des camps de concentration dans la période d'avant-guerre, malgré d'autres dirigeants nazis tels que Hermann Göring en désaccord avec l'expansion. Les entreprises sont initialement supervisées par le bureau du personnel du Reichsführer-SS. En 1938, des rafles massives envers des personnes considérées comme timides au travail et insociable ont lieu et 10 000 personnes sont déporté dans des camps de concentrations. Le désir d'exclure ces personnes de la communauté nationale allemande est complémentaire à l'objectif d'exploiter leur travail,. Le chef du bureau de Himmler du Plan quadriennal, déclare : « Compte tenu des tensions sur le marché du travail, la discipline de travail national-socialiste a dicté la saisie forcée et l'emploi de toutes les personnes qui ne veulent pas s'adapter à la vie professionnelle de la nation, c'est-à-dire les personnes timides et asociales qui ne font que végétaliser... Plus de 10 000 asociaux sont actuellement en cours de rééducation dans les camps de concentration, qui sont admirablement adaptés à cet objectif » Ces rafles coïncident et alimentent avec la demande de travail des prisonniers pour obtenir des matériaux de construction pour l'architecture nazie. Les travaux forcés sont une composante fondamentale du système des camps de concentration et un aspect de la vie quotidienne des prisonniers.

## Matériaux de construction

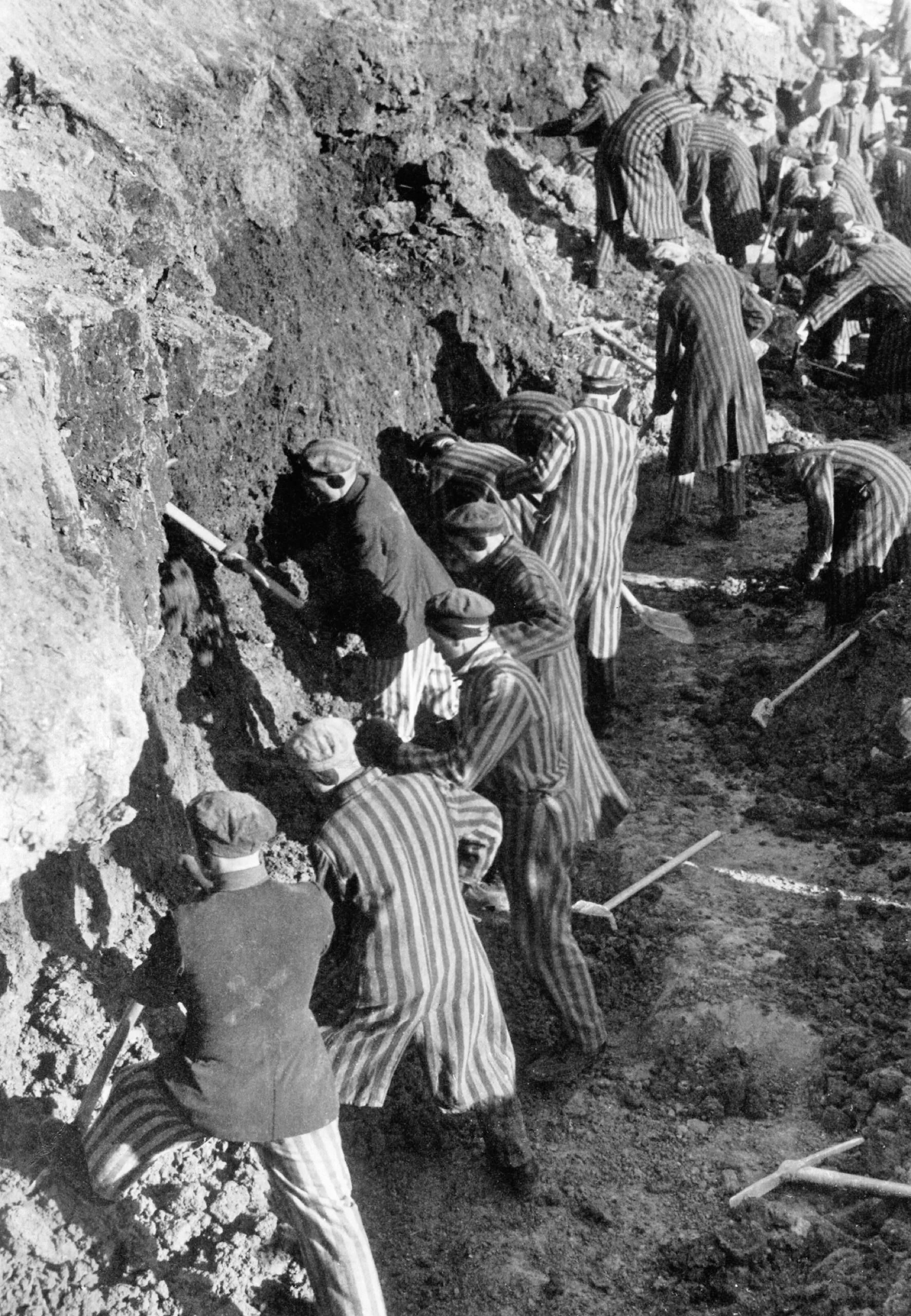
Travail forcé à la briqueterie de Sachsenhausen, 1936.

L'initiative de la fondation des entreprises SS vendant des matériaux de construction provenant des camps de concentration est née en 1937 avec des responsables régionaux SS de Thuringe, en particulier le ministre de l'Intérieur Hellmuth Gommlich,. Deutsche Erd- und Steinwerke GmbH  est une société SS fondée le 29 avril 1938 pour l'exploitation du travail des prisonniers dans les camps de concentration et pour la production de matériaux de construction,. Plus tard organisé sous l'Office central SS pour l'économie et l'administration (SS-WVHA), le DEST a quatre grandes priorités pour développer l'économie des camps de concentration : l'extraction de pierres, la production de briques, la construction de rues (abandonnée plus tard) et l'acquisition d'autres entreprises aux fins susmentionnées. Ses membres sont également, en tant qu'officiers SS, responsables de la hiérarchie SS. Tout au long de l'histoire du DEST, le bureau de l'architecte nazi Albert Speer pour la reconstruction de Berlin (GBI) est le plus important investisseur et client des produits de DEST, signant divers contrats, grands et petits, pour les matériaux de construction. Avant la Seconde Guerre mondiale, les carrières du DEST sont rentables, tandis que ses briqueteries fonctionnement. Au début de la guerre, quatre des six camps de concentration produisent ou se préparent à produire des matériaux de construction. La production de matériaux de construction continue à se développer jusqu'en 1942, puis les SS réduisent les matériaux de construction en 1943-1944 afin de se concentrer sur la production d'armes.

### Briqueterie
La fabrication de briques permet l'entrée des SS dans l'industrie de la construction justifiée par la demande de briques du GBI pour le Führerbauten, car l'industrie privée n’est pas en mesure de remplir que 18 % des 2 milliards de briques demandées par le GBI par an. Le 1er juillet 1938, le chef SS Heinrich Himmler et Speer parviennent à un accord par lequel le GBI a promis d'acheter 120 millions de briques par an pendant les dix prochaines années, les SS recevant un acompte de 9,5 millions de Reichsmarks,. Une cérémonie le 6 juillet marque l'inauguration de ce qui devait être la plus grande briqueterie du monde, 2 km du camp de concentration de Sachsenhausen. La construction d'une briqueterie à Buchenwald a également commencé au milieu de 1938. La livraison de briques devait commencer en octobre, mais cela ne s'est pas produit en raison de problèmes avec la briqueterie de Sachsenhausen, et le GBI a renégocié le contrat pour payer moins que les 9 millions de Reichsmarks promis.
En août 1938, les SS acquièrent une briqueterie à Hambourg, qui sera le site du camp de concentration de Neuengamme, fondé en 1940,. Les briques de Neuengamme sont contractées par la ville de Hambourg pour être utilisées dans des projets de construction nazis. Les briques étaient un matériau de construction important en raison des restrictions du plan quadriennal sur l'utilisation du fer. À l'exception de Neuengamme, dont les gisements d'argile étaient supérieurs, la production de briques concentrationnaires n'était pas de qualité suffisante pour être utilisée dans les façades et était plutôt utilisée pour la structure. L'industrie de la brique SS n'était pas aussi prospère ou économiquement productive que les carrières.
Les camps de Flossenbürg et Mauthausen ont été créés en 1938, leurs sites spécifiquement choisis pour leur proximité avec des carrières de granit dont la pierre devait être utilisée pour des projets monumentaux d'architecture nazie, Parmi les camps de concentration d'avant-guerre, Flossenbürg était celui qui était le plus important et le plus cohérent dans la production de revenus pour DEST. Par exemple, il a produit 2 898 tonnes de pierre en 1939, soit près des trois quarts de la production totale de l'année écoulée. Le plus gros acheteur de granit de Flossenbürg était le bureau d'Albert Speer pour la reconstruction de Berlin. À partir de 1940. Des quantités croissantes de pierre ont été utilisées pour la construction de routes ; 15 % en 1939 mais 60 % l'année suivante.
Les camps principaux de Natzwiller et de Gross-Rosen ont également été établis près des carrières en 1940,. En 1941, DEST a établi Oranienburg II, une installation de traitement de pierre près de Sachsenhausen où les prisonniers ont coupé la pierre pour les projets de construction nazis à Berlin. Des programmes de tailleur de pierre ont été mis en place à Flossenbürg, Gross-Rosen et Natzweiler, pour que des détenus sélectionnés apprennent le travail de la pierre auprès d'experts civils. Ceux qui réussissaient le cours bénéficiaient d'un meilleur traitement. Les pierres des carrières du camp de concentration sont utilisées pour la construction du camp, de la Reichsautobahn et de divers projets militaires SS, mais plus tard, elle a été destinée au projet monumental du stade allemand et aux terrains de rassemblement du parti nazi à Nuremberg. Dans les carrières, les prisonniers travaillaient dans des conditions particulièrement brutales, causant de nombreux décès.

## Ateliers
Vers la fin des années 1930, des ateliers sont installés dans les camps de concentration où les prisonniers sont contraints de fabriquer divers produits. Les prisonniers de la SS de Dachau produisent des vêtements, des chaussures et de la menuiserie pour le centre d'entraînement des troupes SS situé à proximité. Ils sont sous le contrôle indirect des SS dirigé par Oswald Pohl et August Frank jusqu'à ce qu'ils soient transférés au département de formation à la fin de 1935 jour pour le camp et la Waffen-SS. En mai 1939, la société SS German Equipment Works (DAW) est créée pour superviser les ateliers des camps de concentration. En 1940-1941, la variété des articles produits est réduite de sorte que les ateliers se concentrent sur la fourniture de meubles aux SS et aux Allemands de souche réinstallés. Fin 1941, l'entreprise possède des usines à Dachau, à Sachsenhausen, à Buchenwald et à Auschwitz. Une société différente, Gesellschaft für Textil und Lederverwertung, supervise les ateliers des camps de concentration qui fournissent les vêtements aux SS.

## Construction
Dès les premiers jours, les prisonniers sont employés à la construction et à l'expansion des infrastructures du camp afin de réduire les coûts,.

### Projets municipaux

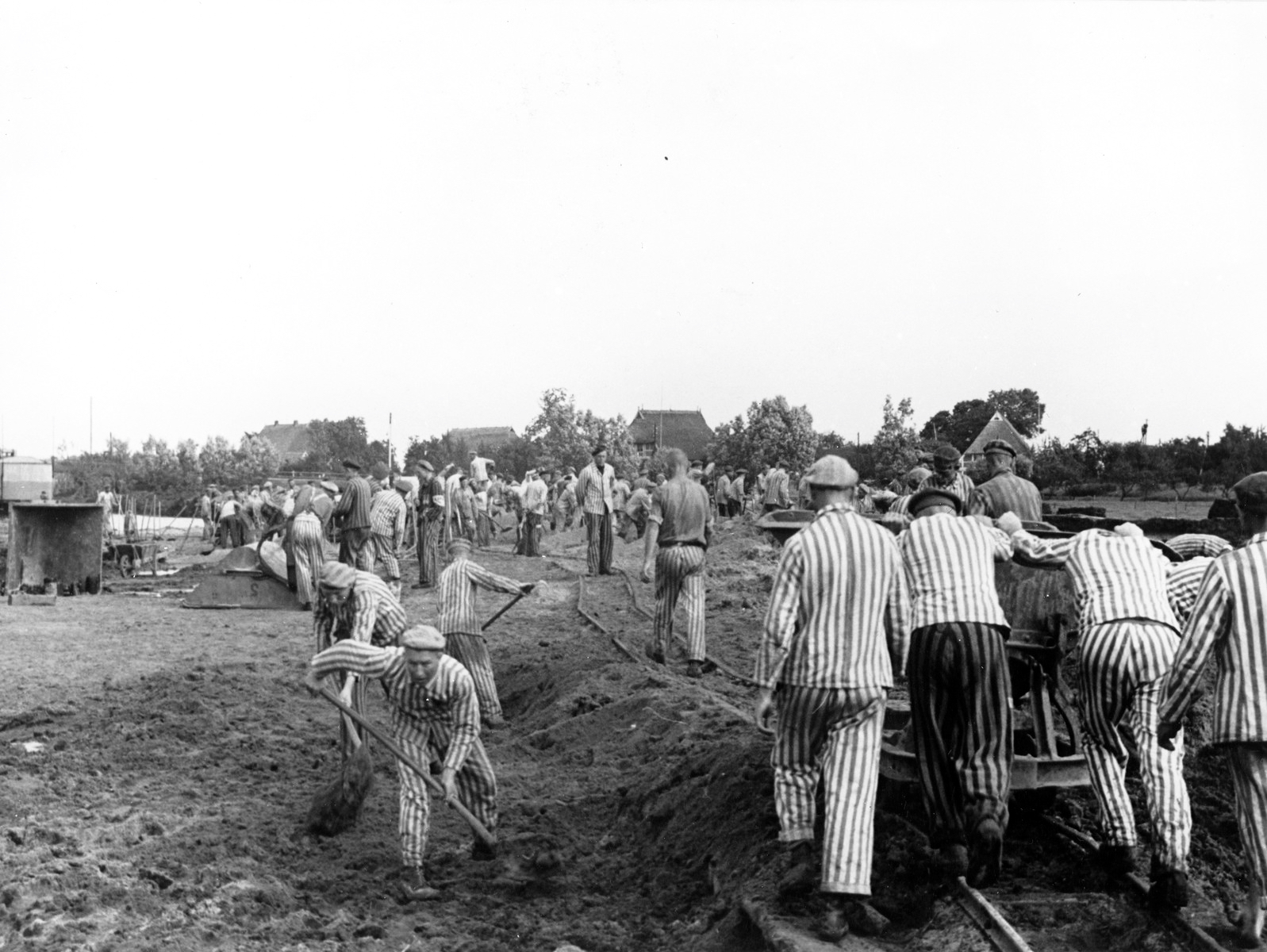
Travail forcé des prisonniers de Neuengamme pour la construction du canal Dove-Elbe.

Le contrat entre le DEST et la ville de Hambourg prévoit également l'utilisation de prisonniers de Neuengamme pour travailler sur les digues et les canaux.
Les idées d'utilisation des prisonniers des camps de concentration pour les brigades de construction mobiles remontent à 1941, lorsque l'idée est proposée pour la première fois par le SS-WVHA pour développer l'Europe de l'Est occupée par les nazis. Le bombardement de Lübeck dans la nuit du 28 mars 1942 marque le début du bombardement de zone des villes allemandes, qui cause la destruction significative de plusieurs villes. Le déploiement du travail forcé pour réparer les dégâts est initié par les bureaucrates locaux ; l'historienne allemande Karola Fings note que la demande « indique une acceptation générale des camps de concentration ». En septembre 1942, Himmler recommande d'utiliser des prisonniers des camps de concentration pour la fabrication de cadres de fenêtres et de portes et de produire des carreaux de briques dans la briqueterie de Neuengamme. En même temps, il autorise la formation de brigades de construction SS (allemand : SS-Baubrigaden), des prisonniers des camps de concentration opèrent dans des villes endommagées par les bombes pour nettoyer les débris et réparer les bâtiments endommagés. Les prisonniers de ces brigades vivent et travaillent à la vue de la population allemande.

### Plan général Ost
Les plans nazis pour la colonisation de l'Europe de l'Est, connus sous le nom de Generalplan Ost, devaient être complétés par le travail des camps de concentration. Le planificateur SS Konrad Meyer a estimé que la main-d'œuvre non libre rendrait les projets 20 % moins chers après avoir pris en compte la nourriture et les vêtements des prisonniers. Le désir d'utiliser les prisonniers des camps de concentration pour la construction liée au Generalplan Ost exigeait une augmentation significative de la population carcérale, et la création d'Auschwitz II et de Majdanek (pour détenir 50 000 prisonniers) fut annoncée à cette fin le 27 septembre 1941. Initialement, les nouveaux camps devaient être peuplés de prisonniers de guerre soviétiques.

### Usines souterraines

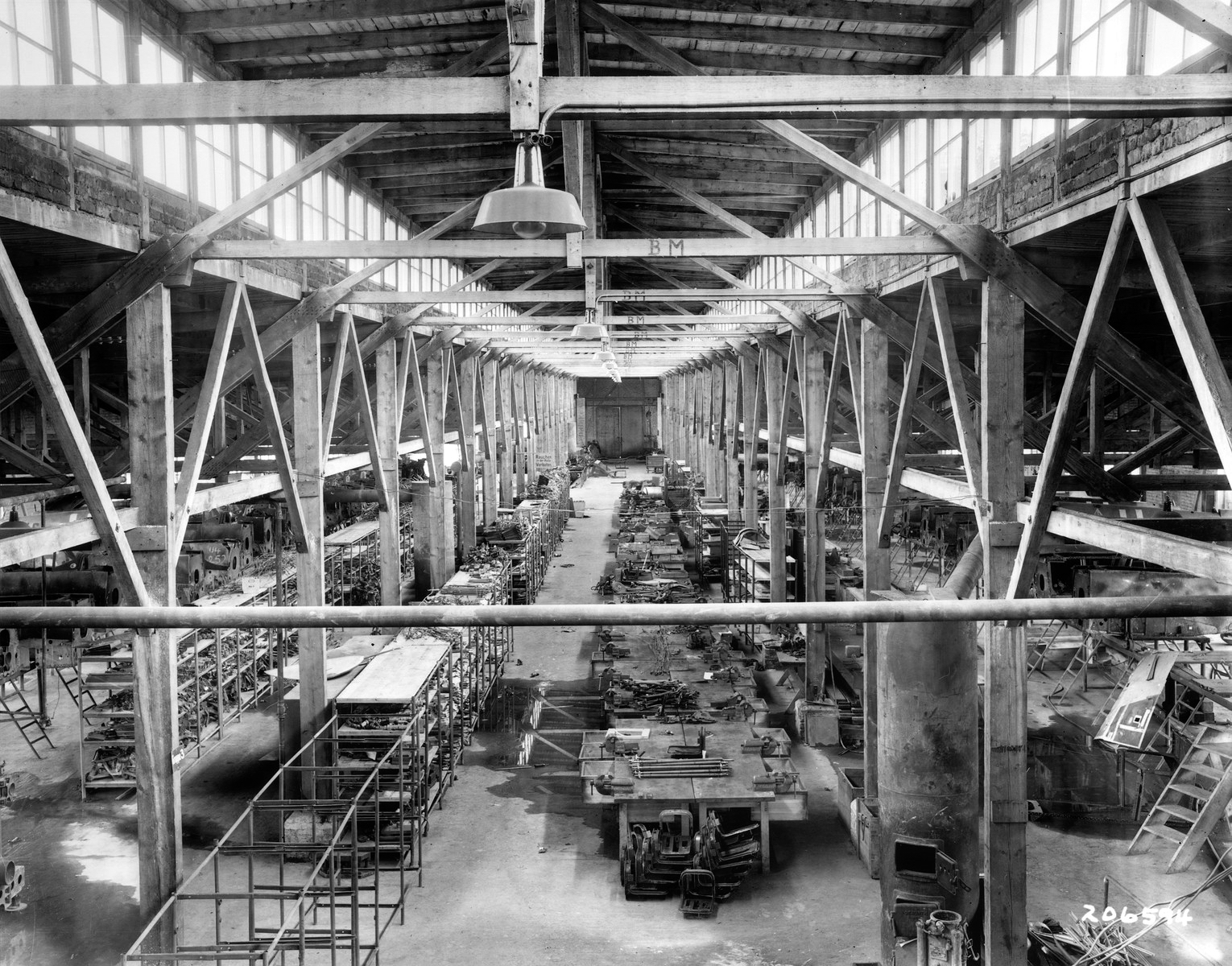
Usine d'avions à Flossenbürg, photographiée après la libération.

Après le déclenchement de la guerre en septembre 1939, la SS est dispensée de la nécessité de convertir ses industries concentrationnaires à l'économie de guerre ; les planificateurs SS s'attendaient également à une fin rapide de la guerre. Dans la seconde moitié de 1941, à la suite de revers militaires sur le front de l'Est, a conduit à une hiérarchisation accrue de la production de guerre, qui a été placée sous l'autorité de Speer en tant que nouveau chef du ministère de l'Armement et de la Production de guerre du Reich. Au début de 1942, Fritz Sauckel a été chargé de recruter des travailleurs forcés pour l'expansion de la production de guerre. Pas plus tard qu'en février 1942, les SS ne se concentraient pas sur la question des armements, mais ils se rendirent vite compte qu'ils pourraient perdre le contrôle des prisonniers au profit d'autres agences nazies, stimulant l'action.
L'incorporation de l'IKL dans le Bureau économique et administratif principal SS (SS-WVHA) en 1942 a déclenché un changement substantiel dans le système des camps, car Oswald Pohl a ordonné que le travail des prisonniers soit réorienté vers la production et que les exercices chronophages tels que les appels nominaux soient abandonnés. Pohl a également prolongé les heures de travail à onze heures par jour, de sorte que les prisonniers devaient travailler 72 heures par semaine. Les rations ont été réduites en même temps, de sorte que les taux de mortalité ont culminé avec 75 545 prisonniers décédés entre juillet et novembre 1942 l'industrie de l'armement et un peu plus de 1 % travaillaient directement à la production d'armements. À la fin de 1944, les prisonniers des camps de concentration fournissaient environ 5 % de la main-d'œuvre dans les usines d'armement allemandes, soit au moins 500 000 travailleurs. Parmi ceux-ci, 140 000 travaillaient à la construction d'usines souterraines, 130 000 étaient employés par l'Organisation Todt et 230 000 par des entreprises privées.

### Pétrochimie

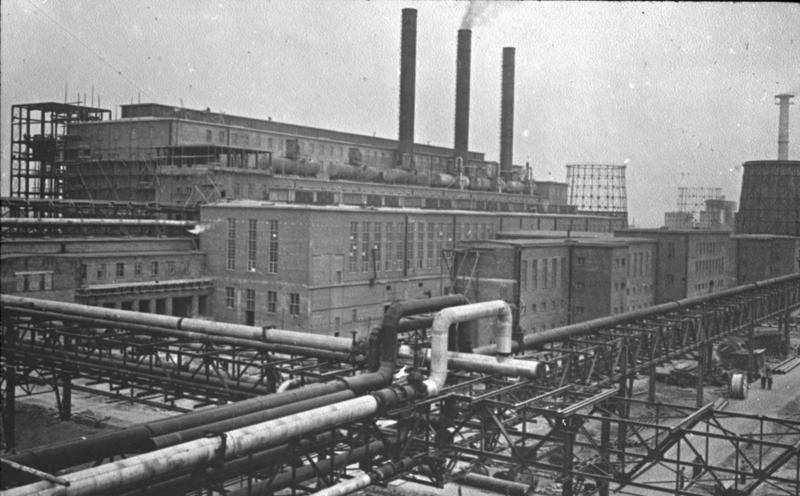
IG-Farbenwerke Auschwitz.

L'usine de Buna à Monowitz (Auschwitz III) a été construite à l'origine pour la production de caoutchouc synthétique, dans le cadre d'un accord négocié par IG Farben en février 1940. Au moins 610 millions de Reichsmarks ont été investis par les SS dans le site. Bien qu'elle n'ait jamais produit de caoutchouc, en 1942, les SS ont réorienté le site vers la production de méthanol, un bien de guerre hautement prioritaire utilisé pour la production de carburant d'avion et d'explosifs. Les autres sites de Monowitz et d'IG Farben en Haute-Silésie-Heydebreck (carburant à air iso-octane) et Blechhammer (carburant synthétique) représentaient un pourcentage important de la production de carburant en 1944 (à la suite du bombardement de l'usine Leuna d'IG Farben) et, selon le United States Strategic Bombing Survey, a sauvé l'effort de guerre allemand. Au moins 30 000 prisonniers sont morts à Monowitz.

### Avion
Au début de 1941, Heinkel construisait une annexe à son usine d'Oranienburg pour employer des prisonniers de Sachsenhausen pour construire des bombardiers Heinkel He 177. L'avion, cependant, était un échec technique en raison de spécifications peu pratiques.

## Travail forcé et génocide

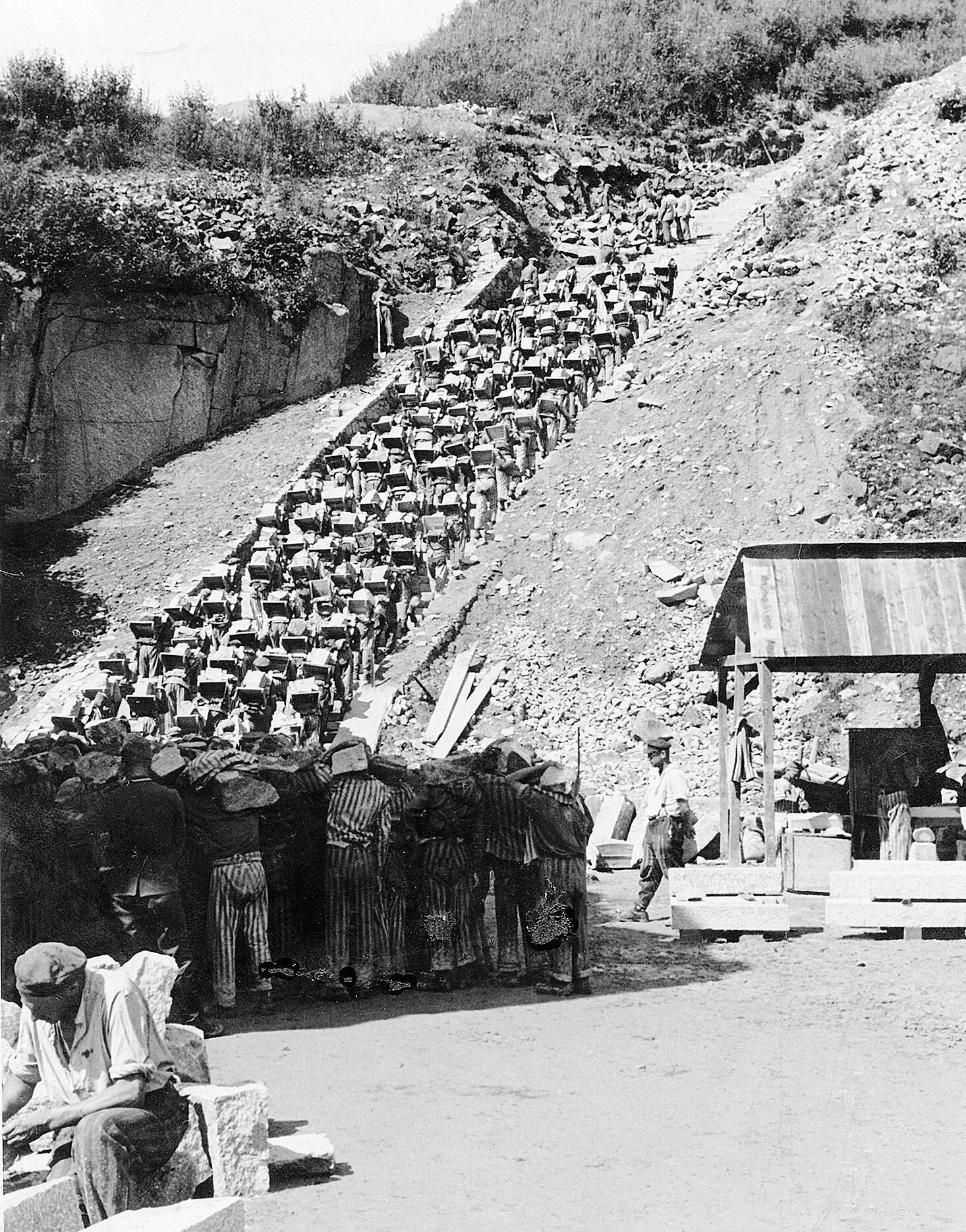
Les escaliers de la mort à Mauthausen.

À la fin de la guerre, la main-d'œuvre des camps de concentration représentait 3 % de la main-d'œuvre en Allemagne, cela reste un élément quantitativement marginal de l'économie de l'Allemagne nazie,.
Bien que les premiers historiens étudiant les camps de concentration aient décrit le travail forcé comme faisant partie des processus d'extermination nazis (extermination par le travail), cette thèse est remise en question. Selon les historiens Marc Buggeln et Jens-Christian Wagner, l'expression implique une intention préméditée d'exterminer des prisonniers qui n'existait pas,.
« On the whole, one could essentially say that “extermination through labor” was practiced throughout the entire concentration camp system, particularly during the second half of 1942. Yet the particularly high mortality rates of the year 1942 can only be attributed to a limited extent to deliberate plans devised by the SS to murder certain inmates or groups of prisoners. »
« De manière générale, on peut dire que « l'extermination par le travail » est mise en place tout au long du système concentrationnaire, particulièrement à partir de l'été 1942. Néanmoins, le taux de mortalité particulièrement élevé de l'année 1942 ne peut être attribué qu'en partie à des plans conçus délibérément par les SS pour assassiner certains captifs ou groupes de prisonniers. »
Buggeln soutient également que le système des camps de concentration n'est génocidaire que pour ses prisonniers juifs et roms, car le nombre de prisonniers d'autres nationalités est faible par rapport au reste de la population totale.

## Rôle des entreprises privées

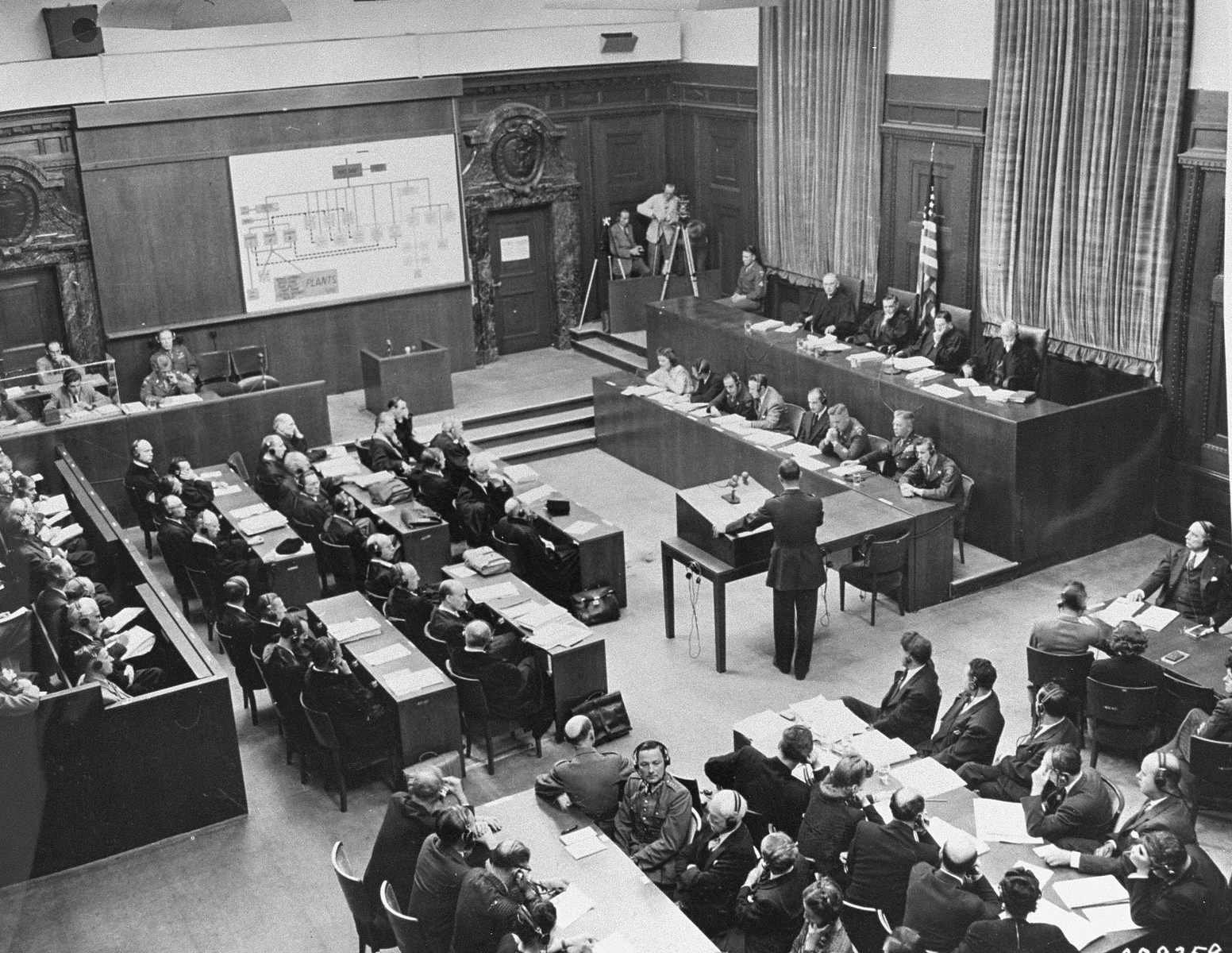
Telford Taylor ouvre le dossier contre les accusés dans le procès IG Farben.

L'implication des entreprises privées dans les camps de concentration s’accroît avec deux projets débutant en 1941 : plusieurs centaines de prisonniers d'Auschwitz sont transférés à IG Farben et 300 prisonniers de Mauthausen à Steyr-Daimler-Puch. Les deux entreprises utilisent la main-d'œuvre détenue pour compenser les pénuries de main-d'œuvre salariée et n'ont d'abord employé des détenus uniquement dans des travaux de construction. Avec cet arrangement, les SS conservent le contrôle des prisonniers tout en obtenant des avantages : IG Farben fournit des matériaux pour la construction d'Auschwitz, tandis que Steyr-Daimler-Puch offre des armes moins chères aux Waffen-SS. Les entreprises se plaignent que les transports de prisonniers au travail et les mauvais traitements arbitraires de la part des SS réduisent leur productivité. L'emploi des prisonniers par des entreprises privées est marginal jusqu'à fin 1941.
Jusqu’en 1942, les compagnies SS payent 30 pfennigs par prisonnier et par jour tandis que les employeurs privés payent trois et quatre reichsmarks. Ce prix comprend l'habillement et la nourriture des prisonniers ainsi que l'embauche de gardes SS, mais les entreprises doivent payer l'hébergement et les soins médicaux. Par conséquent, ils ont un effet significatif sur les conditions dans les camps. Les prisonniers ne reçoivent pas l’argent. Le coût des indemnités journalières encouragent les employeurs à faire pression pour l'extension de la journée de travail autant que possible, ce qui augmente le taux de mortalité des prisonniers. Les employés d'entreprises privées sont chargés de surveiller les performances au travail des prisonniers et de dire aux kapos quels prisonniers battre. Parfois, les châtiments corporels sont infligés sur place, ou ils sont retardés jusqu'au retour des prisonniers au camp satellite. La plupart des employés ne s’opposent pas à ce rôle.
Les entreprises privées qui utilisent le travail des prisonniers prennent toujours l'initiative et ne sont pas contraintes par les SS. Des camps satellites sont créés lorsque les entreprises soumettent une demande à la WVHA ; si leur objectif est considéré comme suffisamment prioritaire, les inspecteurs de la WVHA examineraient le site pour l'hébergement et la sécurité. Ensuite, un transport de prisonniers et de gardes arrive du camp principal. Au fur et à mesure que la guerre avance, l'attribution du travail des prisonniers est de plus en plus effectuée par le ministère de l'Armement plutôt que par la WVHA, et à partir d'octobre 1944, les demandes de travail des prisonniers sont soumises directement au ministère de l'Armement.
Bien que l'État et les entreprises privées tirent des bénéfices du travail des camps de concentration, les historiens continuent de débattre de qui en a profité le plus. L'emploi des prisonniers des camps de concentration pour la fabrication est économiquement plus rentable que les travaux de construction, qui peuvent être rentables si les prisonniers fatigués sont rapidement remplacés par de nouveaux. Les employeurs ont une incitation économique à accélérer ce processus de remplacement. Universale Hoch und Tiefbau AG, un entrepreneur engagé par l'État allemand pour travailler sur le tunnel de Loibl reliant l'Autriche à la Slovénie, employait 800 prisonniers du sous-camp de Mauthausen KZ Loibl. L'entreprise calcule que même si les prisonniers étaient 40 % moins productifs que les travailleurs allemands libres, les prisonniers coûtent moins cher même après avoir payé les gardes SS et remplacé les prisonniers trop faibles pour travailler. Afin de récupérer ces bénéfices, l'État réduit le prix contractuel de 3,515 %.
Trois des procès ultérieurs de Nuremberg (procès Flick, procès IG Farben et procès Krupp) concernent des crimes commis par des entreprises dans l'Allemagne nazie, y compris l'utilisation du travail forcé des prisonniers des camps de concentration. Dans les procès Flick et IG Farben, les juges acceptent les arguments des accusés concernant la nécessité du recours au travail forcé,. Les chefs d'entreprise nient toute responsabilité dans l'utilisation du travail forcé et ont souvent affirmé, à tort, qu'ils sont forcés d'employer du travail dans les camps de concentration par décret nazi, alors qu'ils ont recherché ces prisonniers afin d'augmenter leurs profits. et survivre à la guerre. Les entreprises hésitent à indemniser les survivants.

## Analogie avec l'esclavage
Les historiens ne sont pas d'accord pour savoir si le travail forcé dans les camps de concentration est une forme d'esclavage, une analogie faite par les survivants. Les prisonniers des camps de concentration ne sont pas vendus, seulement loués, contrairement à l'esclavage (mais similaire à certaines formes d'esclavage moderne). Une autre différence importante est que la plupart des propriétaires d'esclaves apprécient la vie des esclaves, tandis que les SS considèrent ces prisonniers comme des objets sans valeurs, et que les meurtres systématiques se poursuivent malgré la pénurie de main-d'œuvre,. C'est pour cela que Benjamin Ferencz décrit les prisonniers des camps de concentration comme des « moins que des esclaves ».